# Kila (Nordland)
Kila est une localité du comté de Nordland, en Norvège.

## Géographie
Administrativement, Kila fait partie de la kommune de Rødøy.